# Fg (unix)
 For alternative betydninger, se Fg. (Se også artikler, som begynder med Fg)
fg (forkortelse af engelsk foreground; forgrund) er en jobstyringskommando i UNIX og UNIX-lignende styresystemergenoptager udførsel af en suspenderet proces ved at bringe den til foregrunden og herved omdirigere dets standard input og output strømme til brugerens dataterminal.

fg kræves at være inkluderet i styresystemer, som skal være POSIX-kompatible.